# Baziliszkusz

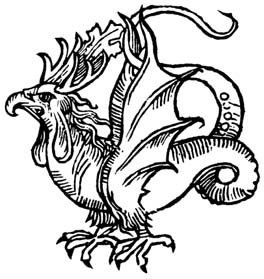
Baziliszkusz (német fametszet, 1510)

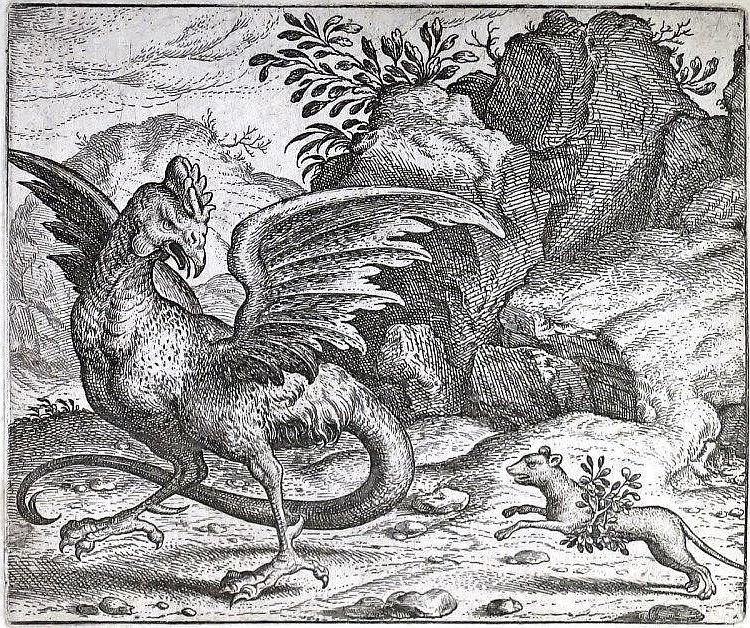
Egy másik középkori baziliszkusz-ábrázolás

A baziliszkusz olyan mesebeli lény, amely a kakas, a sárkány és a gyík keveréke. Kinézetre a kígyóhoz hasonlít, fehér diadémjellegű folttal a fején, amelyet gyakran koronának ábrázolnak. Sokszor ábrázolják hatalmas sárkánygyíkként is. Nevének jelentése „kis király” görögül. A valóságban létező baziliszkusz egy nagyobb méretű gyík, ám mérete ritkán éri el az egy métert.

## Leírása
A mesékben és egyéb kultúrtörténeti forrásokban mint ártó teremtmény bukkan fel. Tekintete halálos, a lehelete mérgező. Elpusztítani a saját tükörképe által lehet. Első leírásával Pliniusnál találkozhatunk a Naturalis historia című természetrajzi enciklopédiájának VIII. könyvében, amely szerint Lybiából származik. A korabeli bestiáriumok szerint egy varangyosbéka által kiköltött idős kakas tojásából kel életre.

## Szimbolikája
A Bibliában az ördög egyik megtestesítője, a bűn, főleg a luxuria szimbóluma. Azonosítják a halállal is, főleg az olyan veszélyekkel és betegségekkel, amelyet nem lehet rögtön észrevenni. Például a szifiliszt a baziliszkusz mérgének nevezték a középkorban. Kapcsolatba hozták a szemmelveréssel, amelyben közrejátszhatott a kígyókra jellemző bénító tekintet is; az alkímiában a tűzzel, amely az anyagok átalakulása előtt lép fel; a lutheránus irodalomban a pápasággal. A pszichológiában Carl Gustav Jung nyomán a baziliszkusz pusztító tekintete a tudattalan erejét szimbolizálja.

## Klasszikus baziliszkusz ábrázolások, illetve említések
- Biblia – Izajás 14:29 „Ne örülj annyira, Filisztea földje, hogy összetört a pálca, amely vert. Mert a kígyó magvából vipera támad, annak meg szárnyas sárkány lesz az ivadéka.”
- Hieronymus Bosch: Szent Antal megkísértése (oltárkép bal szárnyán, 1505–1506, Lisszabon, Museu Nacional de Arte Antiga) című alkotásán egy baziliszkusztojás is látható.
- Balassi Bálint: Vitézek karjokkal… kezdetű verse: „Csak az szép leányok s az basiliscusok, hogy a szemekkel ölnek.”
- Geoffrey Chaucer: Canterbury mesék

## Baziliszkusz a heraldikában
A baziliszkusz [en: basilisk, cockatrice] a címertanban olyan sárkánykígyó, melynek hosszú farka (a heraldikában) villás kampóban vagy (az angol heraldikában a cockatrice ’kakasgyík’) sárkányszerű fejben végződik. A kinyújtott nyelve villás. Denevérszárnya, kakascsőre, taréja, sima teste és – eltérően a sárkánytól – csak két (kakas)lába (és azokon kakasujjak) van. Vö. amfiszbéna

## Valóság
Az egyik, a valóságban élő hüllőt a baziliszkuszról nevezték el, teljes neve sisakos baziliszkusz. A trópusokon él, sokkal kisebb, mint a mitológiai lény, nincs méregfoga és természetesen halálos pillantása sem. A valódi baziliszkusz másik nevét (jézusgyík) arról a képességéről kapta, hogy képes futni a vízen, mivel lába rendkívül nagy felületű, így ki tudja használni a felületi feszültséget.

## A baziliszkusz megjelenései ma
Napjaink fantasy irodalmában közkedvelt szörny a baziliszkusz. Előfordul a Dungeons & Dragons című szerepjátékban, a Harry Potter és a Titkok Kamrája című regényben és annak filmváltozatában. Hermione Granger egy könyvtári könyvből kitépett lapot akart vinni barátainak, de a Baziliszkusz szeme kővé dermesztette (nem nézett bele közvetlenül, egy tükörből látta, ezért életben maradt). A lapon ez állt:
„A kies honunkban leledző temérdek félelmetes bestia és szörny-állat között aligha akad csodásabb és halálosabb fajzat, mint a Baziliskus, más néven a Kígyók Királya. Ezen csúszómászó, mely gyakorta gigantikus méreteket ölt, száz-évekig is elélhetik. Bölcsője a tyúknak tojása, melyen varangyos béka kotlik. Gyilkos fegyvere is felettébb csodásabb, hisz' halálos méregtől csepegő foga mellett a nézése is halált hozó: valamely ember vagy állat tekintetének tüzébe kerül, nyomban életét veszíti. A pókok menekülnek a Baziliskus elől, mert emez gyűlölt ellenségük. A Baziliskus pediglen féli a kakasnak rikkantását, minek hallatán menten kiszenved.”
Szerepel Eiichiro Oda One Piece című mangájában, és az abból készült animében is, mint egy börtönt védelmező bestia. Megtalálható a Neverwinter Nights, a World of Warcraft vagy a Heroes of Might and Magic III című számítógépes játékokban, valamint a God of War: Chains of Olympus című PSP játékban is.

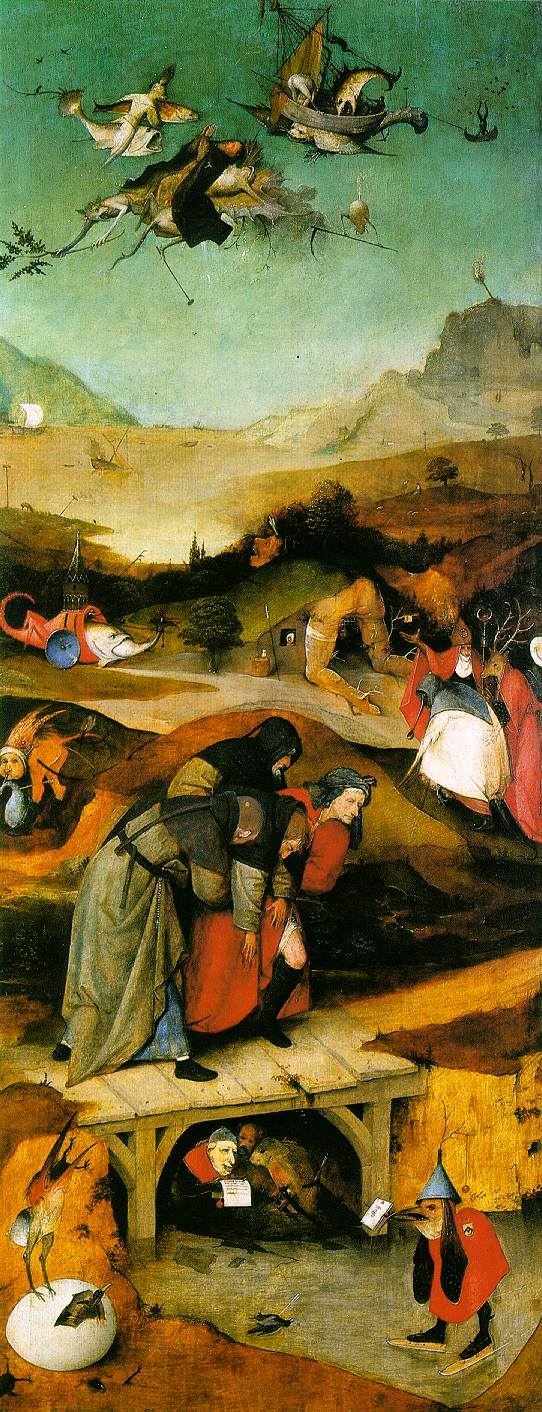
Hieronymus Bosch: Szent Antal megkísértése (az oltárkép bal szárnya)
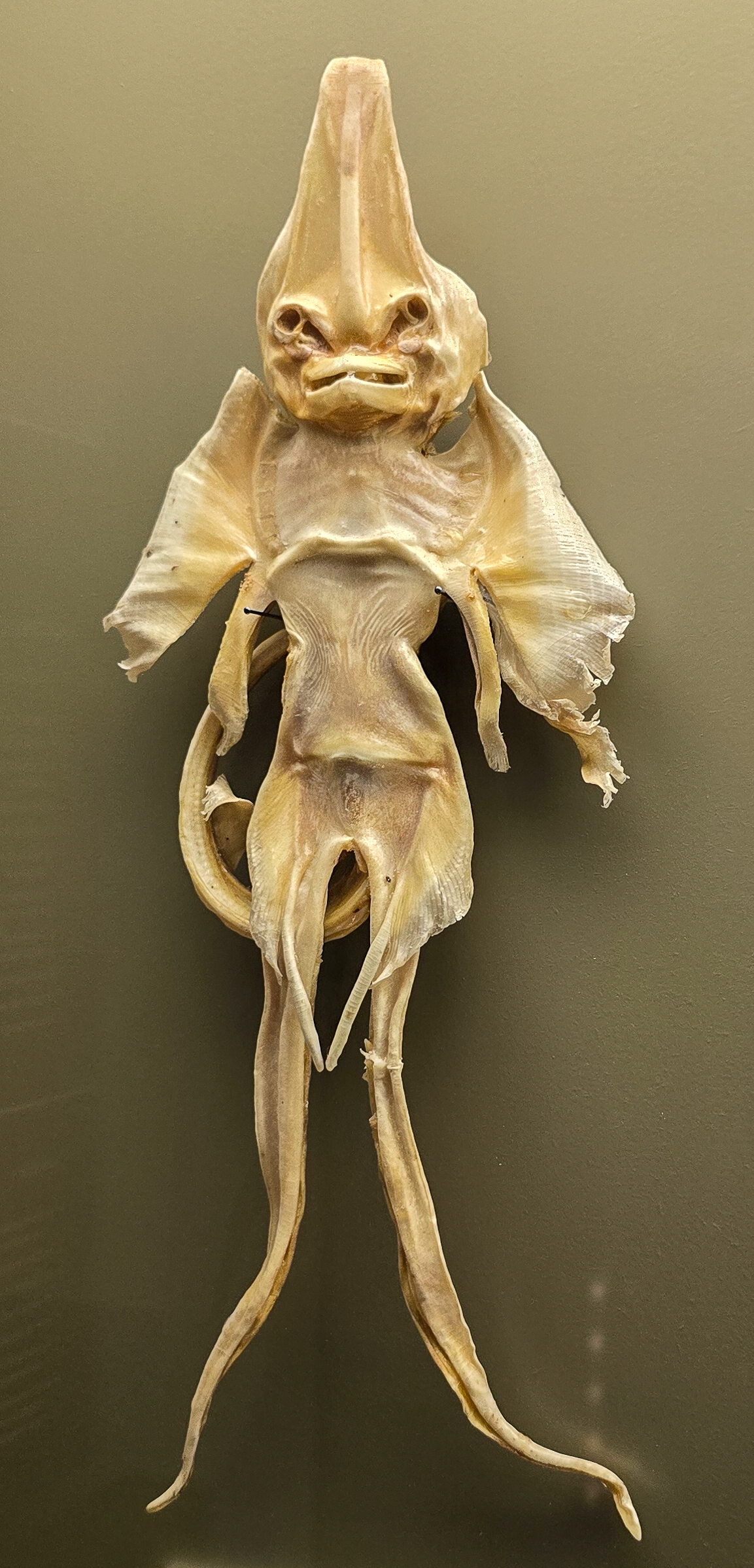
Szárított rájából „gyártott”  baziliszkusz a Scheveningen Múzeumban